# Krzysztof Komorowski (zm. 1647)
Krzysztof Komorowski (ur. 18 kwietnia 1618 w Żywcu, zm. 18 listopada 1647 roku w Suchej) – hrabia liptowski i orawski, starosta oświęcimski w latach 1643-1647, starosta barwałdzki w latach 1624-1647 (wg niektórych opracowań starostwo oświęcimskie i barwałdzkie dzierżył formalnie od ok. 1628). Ostatni męski potomek żywieckiej linii Komorowskich.

## Życiorys
Pochodził z rodu Komorowskich herbu Korczak. Był synem Mikołaja Komorowskiego i Anny z Mirowa Myszkowskiej, margrabianki pińczowskiej, córki Zygmunta Gonzagi Myszkowskiego.
W 1633 r. walczył na Ukrainie pod dowództwem hetmana wielkiego koronnego Stanisława Koniecpolskiego. Wziął udział w zwycięskiej bitwie pod Sasowym Rogiem z tatarami z ordy nogajskiej. W 1640 r. po swoim zmarłym stryju, Piotrze Komorowskim, odziedziczył znaczne latyfundium feudalne zwane państwem suskim. Był posłem na sejm 1641 roku.
Pierwsze małżeństwo zawarł z Katarzyną z Bnina Śmigielską. Następnie ożenił się z Marianną (lub Marcjanną) Przyłęcką, miał z nią córkę Konstancję Krystynę Komorowską urodzoną w 1647 roku, która w 1665 r. wyszła za mąż za hrabiego z Pieskowej Skały – Jana Wielopolskiego, w wyniku czego ten przejął państwo suskie. 
Komorowski, odprowadzając gości z uroczystości chrzcin córki, w drodze powrotnej puścił się konno w pogoń za zającem, którego ...goniąc, nieszczęśliwie z konia spadł i karku naruszył, tak że [ze] smutkiem wielkim do małżonki swojej się nawrócił i życie[m] polowanie swoje zapłacił.
Nagrobek Krzysztofa Komorowskiego znajduje się w kościele w Suchej Beskidzkiej.